# 6050 Miwablock
6050 Miwablock (1992 AE) là một tiểu hành tinh Amor được phát hiện ngày 10 tháng 1 năm 1992 bởi Spacewatch ở Kitt Peak.